# Deldoul (Djelfa)
Pour les articles homonymes, voir Deldoul.
Deldoul est une commune de la wilaya de Djelfa en Algérie.